# Zoegea
Zoegea es un género  de plantas con flores de la familia de las asteráceas. Comprende 11 especies descritas y de estas, solo 3 aceptadas.

## Taxonomía
El género fue descrito por Carlos Linneo y publicado en Systema Naturae, ed. 12 2: 571. 1767. La especie tipo es Zoegea leptaurea L. 

## Especies
A continuación se brinda un listado de las especies del género Zoegea aceptadas hasta julio de 2012, ordenadas alfabéticamente. Para cada una se indica el nombre binomial seguido del autor, abreviado según las convenciones y usos.
- Zoegea baldschuanica C.Winkl.
- Zoegea leptaurea L.
- Zoegea purpurea Fresen.